# الدكتور صنهات (مسرحية)
الدكتور صنهات مسرحية اجتماعية كوميدية كويتية من بطولة غانم الصالح، أنتجت في العام 1987.

## قصة المسرحية
تحكي المسرحية قصة عائلة بدوية مكونة من أب أمبيريك وأم (انتصار الشراح) وأبناء (عبد الرحمن العقل) و (محمد العجيمي)، تنتظر ابنهما الكبير صنهات (أحمد جوهر[ ؟ ]) الذي ابتعث للخارج لدراسة الدكتوراه، ولكنها تتفاجأ بعودته وبرفقته زوجتة الأجنبية (عبير الجندي) والتي يصعب عليها التكيف مع العادات والتقاليد، تعتمد العائلة دائما على استشارة الخال أبو مصلفح (غانم الصالح) والذي يحاول برفقة والد الدكتور صنهات عن البحث عن وظيفة مناسبة لأبنهم الدكتور صنهات لينصدموا بعوائق تمنعه من الوظيفة.

## توزيع الأدوار
| الممثل             | شخصية              |
| ------------------ | ------------------ |
| غانم الصالح        | أبو مصلفح          |
| صالح حمد (امبيريك) | أبو صنهات (مطشر)   |
| انتصار الشراح      | أم صنهات (عمشة)    |
| عبد الرحمن العقل   | مطلق               |
| محمد العجيمي       | سليم               |
| أحمد جوهر[ ؟ ]     | صنهات              |
| عبير الجندي        | ديانا              |
| حمد ناصر           | 3 شخصيات بدور مدير |
| عبد الناصر درويش   | حسني               |
| نايف الراشد        | موظف               |

## تأليف وإنتاج
- مشعل السعيد

## إخراج مسرحي وتلفزيوني
- مبارك سويد